# Roberts Blossom
Roberts Scott Blossom (New Haven, Connecticut, 25. ožujka 1924. – Santa Monica, Kalifornija, 8. srpnja 2011.) američki kazališni, televizijski i filmski glumac. Najviše je bio zapamćen po ulozi starca u filmu Sam u kući. Rodio se u New Havenu
saveznoj državi Connectiut. Glumom se bavio od 1958. do 2003. godine. Umro je u Santa Monici u Kaliforniji. 

## Vanjske poveznice
- Roberts Blossom u internetskoj bazi filmova IMDb-u (engl.)